# Véu de Verônica

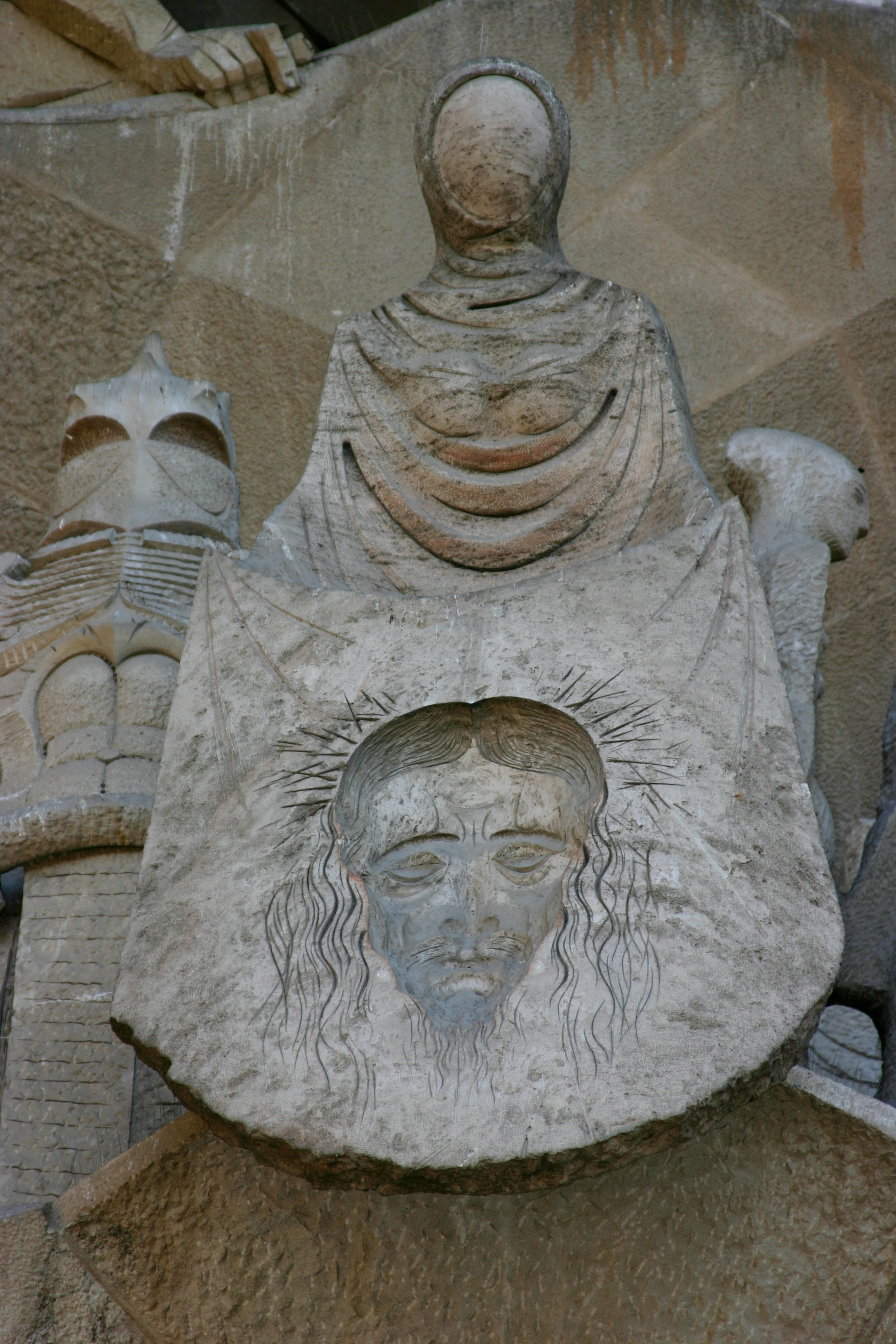
La Veronica na Sagrada Família, em Barcelona

Véu de Verônica ou Sudário ("lenço para enxugar o suor" em latim), (diferente do Sudário de Turim) chamado geralmente apenas de "A Verônica" e conhecido na Itália como "Volto Santo" ("Santa Face"), é uma relíquia católica sendo um véu que, segundo a tradição Católica Apostólica Romana, tem gravado em si a aparência de Jesus e que não foi produzido por mãos humanas (ou seja, um dos acheiropoieton). Várias imagens ainda existentes reivindicam ser a relíquia "original" (ou serem cópias primitivas), mas algumas lendas e suposições históricas que permeiam a história faz com que haja muito menos pessoas, mesmo entre católicos tradicionais, que defendem a autenticidade da relíquia de forma séria, principalmente quando se compara com a defesa do Sudário de Turim.
A tradição ocidental conta que Santa Verônica de Jerusalém encontrou Jesus quando ele vinha carregando a cruz pela Via Dolorosa em direção ao Calvário. Quando ela parou um instante para limpar-lhe o sangue e suor do rosto (sudor em latim) com seu véu, seu semblante teria ficado impresso no tecido. O evento é comemorado na sexta estação das estações da cruz. De acordo com algumas versões, Verônica teria depois viajado à Roma para presentear o véu ao imperador romano Tibério e, ainda segundo esses relatos, o véu teria diversos poderes milagrosos, como o de aliviar a sede, curar a cegueira e até mesmo o de ressuscitar os mortos.
Contudo, esta história só adquiriu seu formato atual na Idade Média e, por isso, é muito improvável que seja verdadeira. É mais provável que sua origem esteja relacionada com a história da imagem de Jesus na Igreja Ortodoxa, a da relíquia conhecida como Mandílio ou Imagem de Edessa, somada a um desejo dos fieis de verem a face de seu salvador. No Século XIV, o véu tornou-se um ícone central na Igreja Ocidental — nas palavras do historiador da arte Neil Macgregor: "Daí (Século XIV) em diante, onde fosse a Igreja romana, a Verônica ia também".

## História
Não existem referências à história de Verônica e seu véu nos evangelhos canônicos e todo o relato deriva de séculos de tradição. A referência mais próxima é o milagre de Jesus curando a mulher com sangramento, no qual ela é curada ao tocar a barra do manto de Jesus (Lucas 8:43–48). A mulher foi posteriormente identificada como sendo Verônica pelo apócrifo "Atos de Pilatos". Depois, a história foi novamente aumentada no Sec. XI pelo relato de que Jesus teria presenteado a mulher com um retrato de si mesmo num tecido, o mesmo que depois ela utilizaria para curar Tibério. A ligação da lenda com o carregamento da cruz durante a Paixão e a história do aparecimento milagroso da imagem no tecido foi obra da "Bíblia em Francês" de Roger d'Argentuil no Século XIII e esta versão tornou-se ainda mais popular depois da publicação da obra internacionalmente popular "Meditações sobre a Vida de Cristo" por volta de 1300 por um autor Pseudo-Boaventurano. Foi a partir daí que as representações artísticas da obra mudaram para incluir também a coroa de espinhos, sangue e a expressão de um homem em intenso sofrimento. A imagem passou a ser bastante comum por toda a Europa católica, passando a integrar as Arma Christi; o encontro de Jesus e Verônica tornou-se uma das estações da cruz, presente em todas as igrejas católicas.
Na Via Dolorosa, em Jerusalém, há uma pequena capela conhecia como "Capela da Santa Face" no local onde tradicionalmente se considera que estava a casa de Santa Verônica e onde o milagre teria ocorrido.
De acordo com a Enciclopédia Católica, o nome "Verônica" é um portmanteau popular da palavra latina "vera" ("verdadeira", como em Vera Cruz), e a grega "icon" ("imagem"); por isso, o Véu de Verônica era amplamente considerado durante a Idade Média como a "verdadeira imagem" e a representação mais fiel da face de Jesus, muito antes do Sudário de Turim.

## História do véu
Não há dúvida que uma imagem estava abrigada em Roma nos séculos XIII, XIV e XV conhecida e venerada como "Véu de Verônica". Porém, a história desta imagem é bastante problemática.
Geralmente se assume que a Verônica estava abrigada na antiga Basílica de São Pedro durante o papado de João VII (705-708), pois uma capela conhecida como "capela de Verônica" foi construída na época; autores posteriores também assumiam assim. Porém, não é possível ter certeza alguma disso, pois os mosaicos que decoravam a capela não fazem referência alguma à história de Verônica. Além disso, escritores contemporâneos não fazem referência à Verônica neste período. Porém, é provável que a relíquia estava ali por volta de 1011, quando um escriba foi identificado como sendo seu guardião.
Porém, registros seguros sobre a Verônica só aparecem em 1199, quando dois peregrinos chamados Gerald de Barri (Giraldus Cambrensis) e Gervásio de Tilbury escreveram, em tempos diferentes, sobre suas visitas a Roma citando diretamente a relíquia. Logo depois, em 1207, o tecido ganhou importância depois de ser paradeado ao público pelo papa Inocêncio III, que também concedeu indulgências a quem rezasse diante dela. Esta procissão, entre a Basílica de São Pedro e o Hospital do Santo Spirito, tornou-se um evento anual e, num deles, em 1300 o papa Bonifácio VIII, que a transladou para a Basílica em 1297, teve a ideia de proclamar o primeiro Jubileu no mesmo ano. Durante o jubileu, a Verônica foi apresentada para os fiéis e tornou-se uma das mirabilia urbis ("maravilhas da cidade") para os peregrinos que visitavam Roma. Pelos duzentos anos seguintes, a Verônica, abrigada em São Pedro, foi considerada a mais preciosa de todas as relíquias cristãs. Foi ali que Pedro Tafur, um visitante espanhol em 1436, escreveu:
| “ | Do lado direito está um pilar alto como uma pequena torre onde está depositada a santa Verônica. Quando ela precisa ser exibida, abre-se um buraco no telhado da igreja pelo qual uma arca ou berço de madeira com dois clérigos dentro é içado até ela; e, depois de descerem, a arca ou berço é puxado de volta e os dois, com a maior reverência, tiram a Verônica e a mostram para o povo, que lá se reuniu na data marcada. É frequente que os fieis corram risco de vida, pela quantidade e pela grande pressão que fazem | ” |
|   | — Pedro Tafur, Andanças e Viajes. |   |

Depois do saque de Roma de 1527, alguns autores relatam que o véu teria sido destruído: Messer Unbano, escrevendo para a duquesa de Urbino, conta que a Verônica foi roubada e estava passando de mão em mão nas tavernas de Roma. Porém, outros afirmam que ela teria continuado no Vaticano e uma testemunha do saque afirma que ela não foi encontrada pelos saqueadores.
Muitos artistas da época criaram reproduções da Verônica, o que também sugere que ela teria sobrevivido ao saque. Mas, em 1616, o papa Paulo V proibiu a criação de novas cópias, exceto se fossem produzidas por clérigos da Basílica de São Pedro. Em 1629, o papa Urbano VIII não apenas proibiu as reproduções como também ordenou a destruição de todas as cópias existentes. Seu édito declarou que todos os que tinham cópias deveriam levá-las para o Vaticano sob pena de excomunhão.
Depois disso, a Verônica desapareceu completamente da vista dos fiéis e sua história não foi preservada. Como não existem evidências conclusivas de que ela tenha deixado a Basílica de São Pedro, é provável que lá esteja até hoje, o que também é consistente com as poucas informações dadas pelo Vaticano nos séculos recentes.

## Imagens tradicionalmente ligadas ao Véu de Verônica

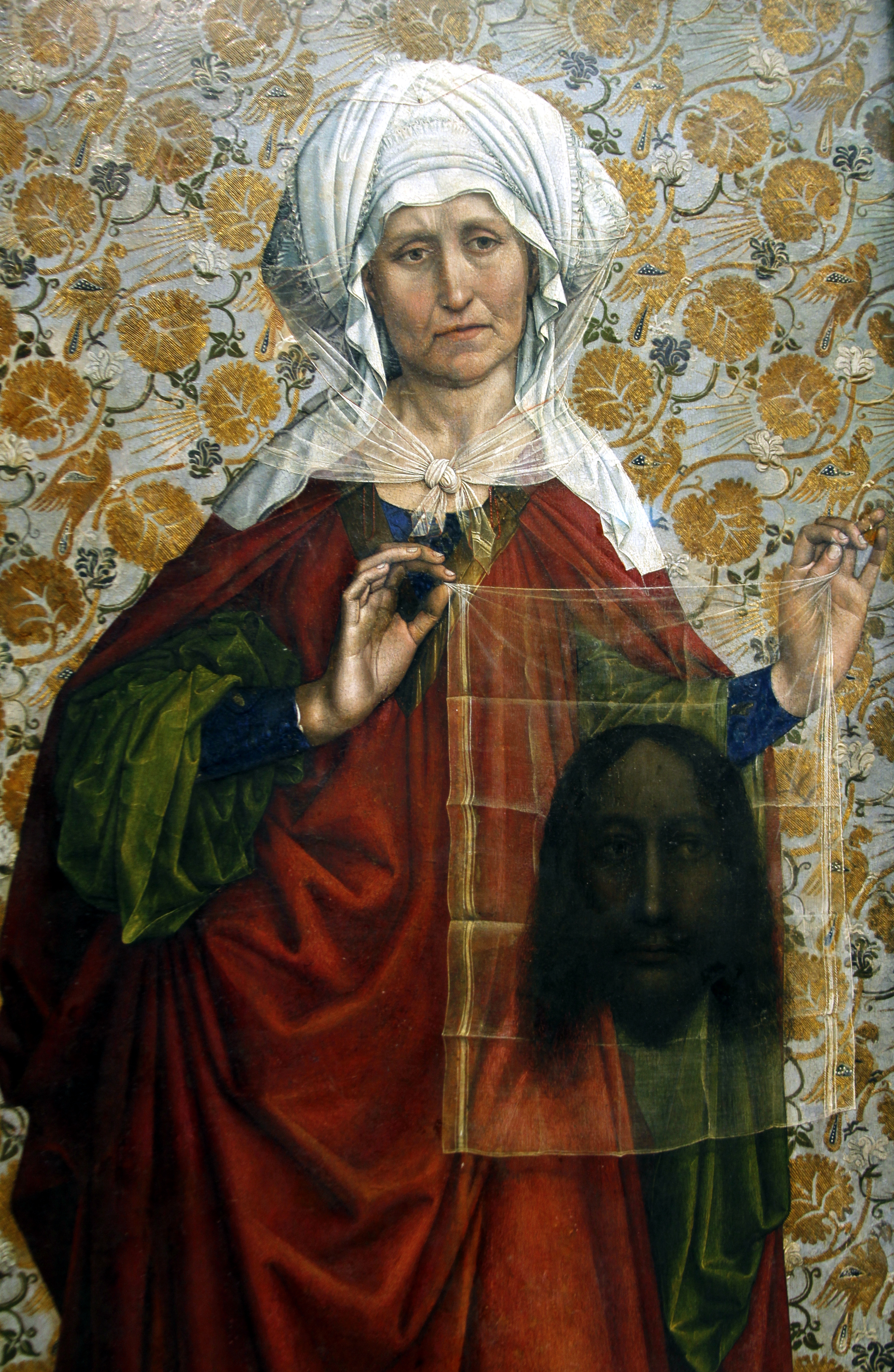
Véu de Verônica

Há pelo menos seis imagens que, além da semelhança que têm entre si, alegam serem ou a Verônica original ou uma cópia primária dela (e não uma "cópia da cópia") ou, em dois casos, a Imagem de Edessa. Todas estão fechadas por elaboradas molduras e cobertas por lâminas metálicas banhadas a ouro, através da qual, por uma abertura, aparece a face.

### Basílica de São Pedro
Na Basílica de São Pedro certamente está uma imagem que se alega ser a mesma reverenciada durante a Idade Média. Ela está abrigada numa capela atrás da sacada do píer sudoeste da cúpula.
Há pouquíssimos relatos de inspeções em tempos modernos e não existem fotografias detalhadas. A mais rigorosa inspeção no objeto ocorreu em 1907, quando o historiador da arte jesuíta Joseph Wilpert recebeu permissão para remover duas camadas de vidro para inspecionar a imagem. Ele comentou que viu apenas "um pedaço de um material levemente colorido, um pouco desbotado por causa da idade, com duas leves manchas de marrom-ferrugem ligadas entre si".
Apesar disso, ela ainda é apresentada anualmente aos fiéis durante o quinto domingo da Quaresma, o Domingo da Paixão. A bênção ocorre depois das vespertinas tradicionais, às 5:00 da tarde, na qual uma curta procissão pela Basílica ocorre enquanto se recita a litania romana. Um sino toca e três canônicos seguram a pesada moldura na sacada acima da estátua de Santa Verônica. Desta distância, nada se vê da imagem em si e apenas o contorno da moldura interna é visível.

### Palácio Hofburg, Viena
Esta é uma importante cópia da Verônica, identificada pela assinatura de P. Strozzi no canto direito da moldura interior. Ele era o secretário do papa Paulo V e uma pessoa que o notário do Vaticano Jacopo Grimaldi relata ter feito uma série de seis cópias detalhadas do véu em 1617.
O lado de fora da moldura é relativamente moderno enquanto o interno é pouco trabalhado, correspondendo ao formato vazado das primeiras cópias. A face em si é pouco clara, correspondendo mais a uma série de manchas na qual apenas os mais primais elementos de um nariz, olhos e uma boca podem ser identificados. Esta falta de clareza é um forte argumento pela autenticidade da obra, pois claramente não houve tentativa alguma de melhorar a imagem artisticamente. Além disso, o fato de a cópia ter sido feita a partir da Verônica no Vaticano sugere que a relíquia de fato sobreviveu ao saque de 1527.
A cópia está abrigada no Schatzkamme dos Tesoureiros Sagrados e Seculares da dinastia Habsburgo no Palácio Hofburg de Viena, na Áustria.

### Mosteiro da Santa Face, Alicante, Espanha
Esta relíquia foi adquirida pelo papa Nicolau V de parentes do imperador bizantino em 1453, durante a queda de Constantinopla. Ele foi cedido por um cardeal a um sacerdote espanhol, Mosen Pedro Mena, que o levou para Alicante, no sul da Espanha, onde ela chegou em 1489 durante uma prolongada seca. Carregada em procissão em 17 de março pelo padre Villafranca, uma lágrima rolou dos olhos da face de Cristo no véu e imediatamente começou a chover. A relíquia está hoje no Mosteiro da Santa Face (Monasterio de la Santa Faz), nos arredores de Alicante, e está abrigada numa capela construída em 1611 e decorada entre 1677 e 1680 pelo escultor José Vilanova, pelo dourador Pere Joan Valero e pelo pintor Juan Conchillos. A capela está decorada com pinturas representando o milagre da seca, personalidades locais ligadas à fundação da capela e temas religiosos sobre o Juízo Final e a Salvação. O mosteiro sofreu uma grande reforma entre 2003 e 2006 juntamente com a Catedral de São Nicolau e a Basílica de Santa Maria, no centro da cidade, a os três edifícios realizaram uma grande exibição em 2006 sobre a relíquia chamada "A Face da Eternidade".

### Catedral de Xaém, Espanha
A Catedral de Xaém abriga uma cópia da Verônica originária de Siena e que data provavelmente do Século XIV. Ela é mantida num santuário no altar-mor e é exibida anualmente aos fieis na Sexta-Feira Santa e na Festa da Assunção. Conhecida como "Santo Rostro", foi adquirida pelo bispo Nicolau de Biedma no Século XIV.

## Imagens similares

### Santa Face de Gênova
Mantida na modesta Igreja de São Bartolomeu dos Armênios, em Gênova, ela foi presenteada no Século XIV ao doge Leonardo Montaldo pelo imperador bizantino João V Paleólogo.
A imagem foi estudada em detalhes em 1969 por Colette Dufour Bozzo, que datou a moldura exterior no Século XIV; a moldura interior e a imagem em si, ela acredita que sejam anteriores. Bozzo descobriu ainda que a imagem foi impressa num tecido que havia sido colado numa prancha de madeira. A semelhança com a Verônica sugere que as duas tradições devem ter alguma ligação entre si.

### Santa Face de San Silvestro
Esta imagem estava abrigada na igreja romana de San Silvestro até 1870 e está hoje na "Capela Matilda" no Vaticano. Ela está dentro de uma moldura barroca doada por uma tal irmã Dionora Chiarucci em 1623. A mais antiga evidência sobre sua existência é de 1517, quando as freiras foram proibidas de exibirem-na para evitar a competição com a Verônica. Assim como a imagem de Gênova, ela foi pintada numa prancha de madeira e, portanto, trata-se de uma cópia.

### Imagem de Manoppello
Em 1999, o jesuíta alemão Heinnrich Pfeiffer, professor de História da Arte na Universidade Pontifícia Gregoriana, anunciou, numa coletiva de imprensa em Roma, ter encontrado o Véu de Verônica numa igreja de um mosteiro capuchinho na pequena vila de Manoppello, onde ele estaria desde 1660. É fato, porém que Pfeiffer já vinha defendendo a autenticidade desta imagem antes disso. De acordo com a tradição local, um peregrino anônimo chegou à cidade em 1506 com o tecido embrulhado num pacote e o deu ao doutor Giacomo Antonio Leonelli, que estava sentado num banco em frente à igreja. O doutor entrou na igreja e abriu o pacote e imediatamente saiu em busca do peregrino, mas não o encontrou. O véu esteve entre as posses da família Leonelli até 1608 quando Pacrazio Petrucci, um soldado casado com uma das filhas da família, Marzia Leonelli, roubou-o da casa de seu sogro. Alguns anos depois, Marzia vendeu-o por 400 scudi ao doutor Donato Antonio De Fabrtiis para arrecadar fundos para pagar o resgate de seu marido preso em Chieti. O véu foi então presenteado pelos De Fabritiis aos capuchinhos, seus atuais proprietários. Esta história foi documentada pelo padre Donato de Boma em sua "Relatione Historica" depois de suas pesquisas iniciadas em 1640.
Segundo constata o Pe. Pfeiffer, alemão, mesmo apesar de fontes incertas, que se encontram já no século IV, a história do Véu da Verônica está presente através dos séculos na tradição católica. Em seu filme «Jesus de Nazaré», o diretor de cinema Franco Zeffirelli a recolhe.
Por ocasião do primeiro ano santo da história, no ano 1300, o Véu da Verônica converteu-se em uma das «Mirabilia urbis» (maravilhas da cidade de Roma) para os peregrinos que puderam visitar a Basílica de São Pedro no Vaticano.
Confirma o maior poeta da história da Itália, Dante Alighieri (1265-1321), no canto XXXI do «Paraíso» (versículos 103-111) na «Divina Comédia».
As marcas do véu da Verônica se perderam nos anos sucessivos ao Ano Santo 1600, quando o véu foi encontrado em Manoppello. O Pe. Pfeiffer explica que no véu de Manoppello, na margem inferior, pode-se ver ainda um pequeno fragmento de vidro do relicário anterior, o que demonstraria sua procedência do Vaticano.
Segundo a «Relação Histórica», escrita em 1646 pelo sacerdote capuchinho Donato de Bomba, em 1608 uma senhora, Marzia Leonelli, para tirar seu marido da prisão, vendeu por 400 escudos o Véu da Verônica, que havia recebido como dote, a Donato Antonio de Fabritius. Dado que a relíquia não se encontrava em boas condições, Fabritius a entregou em 1638 aos padres capuchinhos de Manoppello.
Frei Remigio da Rapino recortou os cantos do Véu e o colocou entre duas molduras de madeira. As molduras e os vidros são o que ainda hoje conservam o véu em Manoppello.
Esta relação, da qual não há outras provas históricas, diverge da reconstrução do Pe. Pfeiffer, narrando a história popular da chegada do ícone aos Abruzos, das mãos de um peregrino, em 1506. Até 1638, o ícone teria passado por várias mãos. Com a criação desta lenda, opinam alguns dos investigadores, se poderia ter tentado ocultar o roubo do Vaticano.
O professor Donato Vittori, da Universidade de Bari, fez um exame do véu em 1997 com raios ultravioleta, descobrindo que as fibras não têm nenhum tipo de pigmentação. Ao se observar a relíquia com o microscópio, descobre-se que não está pintada e que não está tecida com fibras de cor.
Através de sofisticadas técnicas fotográficas digitais, pôde-se constatar que a imagem é idêntica em ambos os lados do véu, como se fosse um slide.
A iconógrafa Blandina Pascalis Shloemer demonstrou que a imagem do Santo Sudário de Turim se sobrepõe perfeitamente ao Santo Rosto de Manoppello (com mais de dez pontos de referência).

## Representações na arte
Há duas tradições principais para a iconografia da face representada no Véu de Verônica. Uma (Tipo I), comum na arte italiana, mostra a face de Cristo barbada, sofrendo, cheia de feridas e provavelmente coroada com espinhos. Outra (Tipo II), comum na arte da Espanha e da Rússia, mostra a face de Cristo geralmente em repouso com o cabelo à altura dos ombros e uma barba bifurcada, geralmente rodeado por um halo cortado por uma cruz.